# Robert J. Sawyer
Robert J. Sawyer (Ottawa, Canadá, 29 de abril de 1960) es un escritor de padre canadiense y madre estadounidense, con ambas nacionalidades. Pasó su infancia en Toronto, donde su padre comenzó a trabajar en la Universidad de Toronto como profesor el mismo año del nacimiento de Robert. Tiene dos hermanos, Peter y Alan.
Sawyer es uno de los escritores de ciencia ficción más premiados y respetados de la actualidad, y como muchos de su generación se vio influido por los trabajos de Arthur C. Clarke e Isaac Asimov, como contó en su autobiografía publicada en el 2003. De acuerdo al diario The Ottawa Citizen, Sawyer es el Decano de la ciencia ficción canadiense.
Después de escribir varias historias cortas sobre el género, Sawyer publicó su primera novela en 1990, llamada Golden Fleece, en la que se puede notar la influencia asimoviana. En la actualidad sigue escribiendo y tiene su propia editorial sobre libros de ciencia ficción.
Su prolífica bibliografía, que mezcla historias de ciencia ficción, con temas de la antropología o la sociología, lo llevó a ganar prestigiosos premios como el Nebula, Hugo y Aurora, entre otros. Sus libros han sido traducidos a muchos idiomas, incluido el español.

## Libros publicados
- Wonder (2011)
- Watch (2010)
- Wake (2009)
- Vuelta Atrás (2008)
- Mindscan (2005)
- Híbridos (2003)
- Humanos (2003)
- Homínidos (2002)
- El Cálculo de Dios (2000)
- Flashforward. Recuerdos del futuro (1999)
- La marcha de los valientes (1998)
- Factor de Humanidad (1998)
- Cambio de esquemas (1997)
- Makuto Gitano (1997)
- Illegal Alien (1997)
- Starplex (1996)
- El experimento terminal (1995)
- End of an Era (1994)
- Foreigner (1994)
- FossilHunter (1993)
- Far-Seer (1992)
- Golden Fleece (1990)

## Televisión
- FlashForward serie de televisión de 22 episodios emitida por ABC en 2009, basada en su novela Flashforward. Recuerdos del futuro de 1999.